# Дева святого Грааля (1874)
«Дева Святого Грааля» (или «Святой Грааль») — картина английского художника-прерафаэлита Данте Габриэля Россетти, созданная в 1874 году. Существует одноимённая акварель Россетти, созданная в 1857 году. В настоящее время картина находится в коллекции Эндрю Ллойда Уэббера.
Сюжет картины взят из Артуровского цикла легенд. На раме высечены строки из поэмы Томаса Мэлори — «Смерть Артура» (Книга XI). Персонаж, ставший в произведении Мэлори эпизодическим, получил своё раскрытие в живописи.
Как отмечал сам Россетти, он очень быстро написал «Деву Святого Грааля» зимой 1874 года. Натурщицей для картины стала Алекса Уайлдинг; существует репродукция, для которой позировала Фанни Корнфорт.
«Дева Святого Грааля» отличается от небольшой одноимённой акварели 1857 года. Более ранней работе присущи простота стиля и некоторый примитивизм, которые вместе с цветовым исполнением работы придают ей сходства с работами мастеров Средневековья, также изображение героини подобно образам с икон. Когда Россетти вернулся к этому сюжету в 1874 году, он создал портрет с чертами стиля, присущими позднему периоду его творчества. Строгая Дева Святого Грааля превратилась в более земную чувственную красивую девушку с распущенными волосами, алыми губами и томным взглядом. Если в описании Мэлори Дева Святого Грааля была одета во всё белое, то на картине Россетти она одета в красное. Даже образ голубя, традиционно в живописи и иконографии ассоциирующийся со Святым Духом, принял изящную позу и гармонично сочетается с девушкой, сам Святой Грааль изображён в виде современной чаши, а не антикварного сосуда с длинной ножкой, как это было на работе 1857 года.